# Boley (Oklahoma)
Boley ist eine Town in Okfuskee County im US-Bundesstaat Oklahoma. Das U.S. Census Bureau hat bei der Volkszählung 2020 eine Einwohnerzahl von 1.091 ermittelt. Der Boley Historic District ist ein National Historic Landmark.

## Geschichte
Dieses Gebiet wurde von afroamerikanischen Creek Freedmen besiedelt, deren Vorfahren zur Zeit der Indianervertreibung in den 1830er Jahren als Sklaven der Creek gehalten worden waren. Nach dem amerikanischen Bürgerkrieg handelten die Vereinigten Staaten neue Verträge mit Stämmen aus, die sich mit den Konföderierten verbündet hatten. Darin wurden sie aufgefordert, ihre Sklaven zu emanzipieren und ihnen die Mitgliedschaft in den Stämmen zu gewähren. Diese ehemaligen Sklaven wurden die Creek Freedmen genannt. Die Creek Freedmen gründeten unabhängige Townships, von denen Boley eine war. Die Stadt wurde auf dem Land gegründet, das Abigail Barnett, der Tochter von James Barnett, einem Creek Freedman, zugeteilt worden war.
Mit der Ankunft der Fort Smith & Western Railroad konnte landwirtschaftlich genutztes Land gewinnbringender für die Stadt genutzt werden. Das Grundstück, das der Familie Barnett und anderen Creek-Freedmen gehörte, lag auf halbem Weg zwischen Paden und Castle und war ideal für einen Haltepunkt. Mit der Zustimmung der Eisenbahnverwaltung wurde Boley 1905 gegründet. Sie wurde nach J. B. Boley, einem Beamten der Eisenbahn, benannt. Da es in der Nähe keine anderen afroamerikanischen Städte gab, wurde sie zu einem Zentrum der regionalen Wirtschaft. In der ersten Hälfte des 20. Jahrhunderts war Boley eine der wohlhabendsten schwarzen Städte der USA. Es gab zwei Banken, darunter die erste staatlich geprüfte Bank im Besitz von Schwarzen, drei Baumwollspinnereien, und eine eigene Elektrizitätsgesellschaft. Booker T. Washington besuchte Boley 1905 und war so beeindruckt, dass er Boley in seine Reden einbezog.
Die Entwicklung von Boley verlief parallel zur Entwicklung der Eisenbahn. Nach dem Ersten Weltkrieg führten ein Verfall der Agrarpreise und der Konkurs der Eisenbahn zum Niedergang von Boley. Es ging 1939 während der Großen Depression in Konkurs. Vor dem Zweiten Weltkrieg war die Einwohnerzahl von Boley auf etwa 700 gesunken. Im Zuge der Großen Migration wanderte bis 1960 der Großteil der Bevölkerung in andere städtische Gebiete ab.

## Demografie
Nach einer Schätzung von 2019 leben in Boley 1174 Menschen. Die Bevölkerung teilte sich im selben Jahr auf in 44,4 % Weiße, 37,7 % Afroamerikaner, 10,6 % amerikanische Ureinwohner, 4,5 % mit zwei oder mehr Ethnizitäten. Hispanics oder Latinos aller Ethnien machten 2,4 % der Bevölkerung aus. Das mittlere Haushaltseinkommen lag bei 25.723 US-Dollar und die Armutsquote bei 58,5 %.